# Richard Lien
Richard David „Dick“ Lien (* 2. März 1943) ist ein US-amerikanischer Basketballtrainer.

## Laufbahn
Lien schloss 1965 ein Sportstudium am Moorhead State College ab, 1969 machte er einen Abschluss in der Sonderpädagogik am St. Cloud State College.
Er arbeitete in seinem Heimatland als Trainer auf High-School-Niveau, in der Saison 1978/79 war er dann als Cheftrainer der Basketballmannschaft des Anoka-Ramsey Community College im Bundesstaat Minnesota tätig, gefolgt von Stationen als Assistenztrainer (1979/80 an der University of Minnesota, von 1980 bis 1982 an der University of Wisconsin-Green Bay). Von 1982 bis 1985 hatte Lien an Letzterer Hochschule dann das Amt des Cheftrainers der Basketballmannschaft inne. In der Saison 1985/86 trainierte er erstmals eine Mannschaft außerhalb seines Heimatlandes, Lien betreute den Al Ahli Club in Saudi-Arabien. Von 1986 bis 1993 gehörte er als Trainerassistent zum Stab der University of Wyoming. In dieser Zeit erreichte Wyoming zweimal die Playoffs der ersten NCAA-Division. In der Saison 1993/94 trainierte er den österreichischen Bundesligisten Oberwart Gunners, war darüber hinaus in der Jugendarbeit tätig und führte die U18-Mannschaft der Burgenländer zum Gewinn der Staatsmeisterschaft. Im Spieljahr 1994/95 war Lien Co-Trainer der Mannschaft der Southern Methodist University sowie von 1995 bis 1998 in derselben Funktion an der University of Houston tätig.
Lien wechselte nach seiner Amtszeit in Houston wieder nach Europa, war in der Saison 1998/99 Trainer des belgischen Klubs Siemens Gent. Anschließend war er im Jahr 2000 dänischer Nationaltrainer. Anschließend trainierte er die Nationalmannschaft Saudi-Arabiens. Im Februar 2001 wurde er als Cheftrainer des deutschen Bundesligisten SSV Ulm eingestellt, doch schon wenige Tage später kam es zur Trennung.
Im Jahr 2002 war er im kroatischen Split in Basketballfragen beratend tätig, von 2002 bis 2007 war Lien Trainer an der Woodbury Senior High School im Bundesstaat Minnesota, im August 2007 trat er das Amt des Assistenztrainers des Damenteams an der Colorado State University an und arbeitete bis Frühjahr 2012 in diesem Amt. Im September 2012 wurde Lien als Cheftrainer des tschechischen Damen-Erstligisten Basketbalový Klub Strakonice verpflichtet. Er blieb bis Januar 2013 im Amt.
Zur Saison 2013/14 wurde Lien Assistenztrainer des Damenteams der Drury University (US-Bundesstaat Missouri). In der Saison 2015/16 arbeitete er als Co-Trainer der Basketball-Damen an der Missouri University of Science and Technology.
2016 wurde Lien Mitarbeiter von Blue Star Basketball, einem Informations-, Camp- und Trainingsanbieter im Bereich Mädchenbasketball in den Vereinigten Staaten.